# Yeezus
Yeezus es el sexto álbum de estudio del cantante de hip hop y productor Kanye West. Fue lanzado el 18 de junio de 2013 por Roc-A-Fella Records y Def Jam Recordings. La producción del álbum comenzó en el salón de una habitación de un hotel de París. West reunió a varios artistas y colaboradores cercanos para el trabajo y la producción del álbum, incluyendo a Mike Dean, Travis Scott, Arca, Gesaffelstein,  y el dueto francés de música house, Daft Punk. Yeezus también cuenta con colaboraciones de artistas invitados tales como Assassin y King L, así como colaboradores previos de la talla de Justin Vernon, Frank Ocean, Chief Keef, Kid Cudi y Charlie Wilson. West incluyó al ayudante de producción Rick Rubin solo 15 días antes de la fecha de lanzamiento para desnudar el sonido del disco a favor de un enfoque más minimalista.
West al principio se inspiró por la arquitectura y estaba particularmente interesado en los trabajos de Le Corbusier, y visitó el Louvre varias veces mientras estaba en París. Musicalmente, Yeezus es oscuro y experimental acústicamente, combinando elementos del Chicago drill, dancehall, acid house y música industrial. West continua su uso de muestras poco convencionales, incluyendo, más notablemente, el estribillo vocal de la versión de Nina Simone de "Strange Fruit". Yeezus no tiene trabajo artístico en el álbum y la edición física del CD del álbum fue lanzado en Jewel Case con poco más que una tira de cinta roja y créditos de la muestra. La promoción inicial de Yeezus incluye las proyecciones del vídeo de "New Slaves" en diferentes edificios con respectivas localizaciones de todo el mundo y actuaciones en directo por televisión. West optó por no lanzar sencillos aparte del álbum antes de julio, con la canción "Black Skinhead".
El álbum recibió críticas muy favorables de reconocidos críticos musicales, que consideraban Yeezus entre los mejores trabajos de West y elogiaron el sonido diferente. Sin embargo, se encontró con reacciones diversas por parte del público, con opiniones divididas surgidas después de que el álbum fuese filtrado por internet cuatro días antes del lanzamiento. Yeezus debutó en el número uno en el Billboard 200, vendiendo 327.000 copias en su primera semana de lanzamiento, pero las ventas disminuyeron en poco tiempo. Encabezó las listas de otros 30 países, incluyendo el Reino Unido y Australia. Después de menos de dos meses de su lanzamiento, el álbum vendió por encima de 500.000 unidades y fue certificado Disco de Oro por la RIAA.

## Antecedentes
Tras el lanzamiento de su quinto álbum, My Beautiful Dark Twisted Fantasy (2010), West colaboró con su viejo amigo JAY Z en Watch the Throne (2011). En julio de 2012, el productor y mentor de Kanye, No ID reveló que había estado trabajando en el sexto álbum de estudio en solitario de West y que sería lanzado después de Cruel Summer (2012), un álbum recopilatorio de colaboración entre los miembros de la discográfica de West, GOOD Music. en Yeezus, West enlistó varios colaboradores, como KiD CuDi, Charlie Wilson, S1, The Heatmakerz, Mike Dean, Hudson Mohawke, Skrillex, Young Chop, Chief Keef, Frank Ocean, Odd Future, Travi$ Scott, The-Dream, Cyhi the Prynce, Malik Yusef, King L, John Legend, James Blake, RZA, Ma$e y Pusha T. El corte final del álbum cuenta con las voces adicionales de Justin Vernon, Frank Ocean, Chief Keef, King L, KiD CuDi, Assassin y Charlie Wilson, ningunos de los anteriores fueron acreditados en los créditos del álbum.
Yeezy fue influenciado principalmente por la arquitectura durante la producción de Yeezus, y visitó una exposición de muebles en el Museo del Louvre para estudiar diseño. Una sola lámpara de Le Corbusier era su "mayor inspiración". West trabajó en estrecha colaboración con el arquitecto Oana Stanescu, y tomó "Viajes de estudio" a Le Corbusier. Fascinado por los comentarios de Stanescu sobre la naturaleza inusual y radical de las opciones de diseño de Corbusier, West aplica a la situación de su propia vida, la sensación de que "los visionarios pueden ser mal interpretados por sus compañeros ignorantes.", West también se reunió con el arquitecto Joseph Dirand y el interiorista Axel Vervoordt, y tenía "raras lámparas Le Corbusier, sillas Pierre Jeanneret y revistas de arte corporal oscuro de Suiza" entregados a la buhardilla. West también quería una influencia profunda en la ciudad natal del álbum, y escuchó música house de los 80, que se asocia más con su ciudad natal, Chicago.

## Grabación y producción

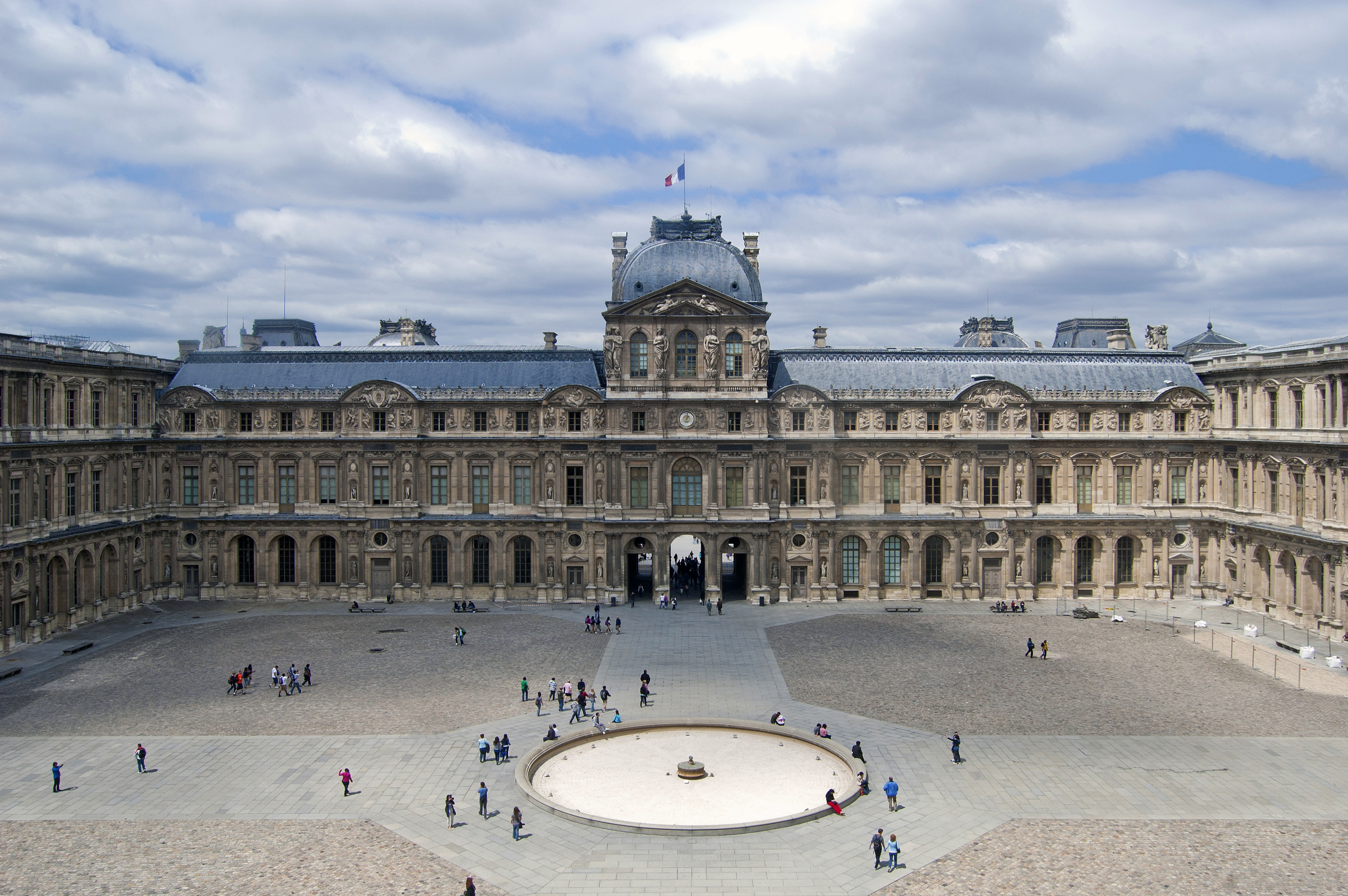
West comenzó a trabajar en Yeezus en su loft personal de París, en numerosas ocasiones el Louvre le sirvió de inspiración.

Kanye comenzó la grabación de su sexto álbum de estudio a mediados de 2012 con la colaboración de No ID y DJ Khaled. La primera grabación fue realizada en enero de 2013 en su loft personal de París, referido como "No Name Hotel". West mantuvo composiciones sencillas con el fin de escuchar las pistas con mayor claridad, demasiados bajos o la complejidad simplemente saturarían la mala acústica de la sala. Los ritmos que emanan del loft, que a veces duraban toda la noche, provocaron quejas de los vecinos. Hubo informes de que él y su novia Kim Kardashian se habían trasladado al loft para que West comenzara a trabajar en el álbum.
El ambiente en el estudio fue descrito por Evian Cristh como "muy concentrado", y West, una vez más, trajo varios colaboradores cercanos. Todos los implicados se les dio una canción para trabajar y regresar al día siguiente para sentarse y discutirla, un proceso que Anthony Kilhoffer comparó con una clase de arte. Decidido a "socavar lo comercial", varias pistas fueron dejadas fuera del producto final que se consideró demasiado melódica o más en consonancia con el material anterior de West. West estableció parámetros respecto a sonido y estilo, insistiendo en que no haya "tambaleo bajo" que recuerden al dubstep. El proceso de grabación del álbum fue descrito como "muy crudo" por Thomas Bangalter del dúo francés de electrónica Daft Punk, que produjo cuatro canciones para el álbum, y agregó que West era "El rey del rap de los gritos primarios actual". Mientras que los álbumes anteriores, particularmente "Dark Fantasy", tomaron mucho tiempo en el estudio, Yeezus fue descrito por Kilhoffer como "el registro más rápido que ha hecho". En mayo de 2013 ejecutivos Def Jam escucharon el "producto final" (solo para posteriormente ser cambiado) que describe el álbum como "oscuro".
El proceso creativo de West a menudo limita con lo perfeccionista. El escritor Christopher Bagley informó que West solía describir el álbum en varios puntos como la próxima finalización, para seguir un poco más tarde con "sólo el 30 por ciento esta completo". West hizo varios cambios de último minuto a Yeezus, alistando Rick Rubin como productor ejecutivo para grabaciones adicionales pocos días antes de su lanzamiento, los cambios incluyen regrabación de canciones enteras y reescritura de versos enteros. Durante varios días a finales de mayo y principios de junio de 2013, West y un "grupo rotativo de amigos íntimos, colaboradores y parásitos" se encerró en el Shangri-La Studio en Malibú con la intención de completar la grabación. Shangri-la fue construido bajo la supervisión de Bob Dylan y The Band en la década de 1970, y la propiedad fue adquirida por Rubin en 2011. Rubin creía imposible cumplir el plazo y todos los involucrados terminaron trabajando largas horas y sin días de descanso con el fin de completar la grabación. Originalmente contaba con 16 pistas, que duraban casi tres horas y media. Las órdenes de West a Rubin eran llevar la música en una "dirección mínima despojada", a menudo la eliminación de los elementos que ya estén grabados. Rubin ha puesto como ejemplo "Bound 2", que era "una canción más con tono medio R&B, hecho en un estilo contemporáneo para adultos" antes de que Kanye decidiera sustituir el respaldo musical con una muestra minimalista, "una sola línea de base la nota en el gancho que nos procesado para tener un borde punk en la tradición del suicidio". Dos días antes de que el álbum fuera entregado a la discográfica, West escribió y cantó de a dos canciones a la vez que grababa las voces de otras tres en tan solo dos horas. Rubin también sugirió reducir el álbum de dieciséis canciones a solo diez, diciendo que los demás podrían reservarse para una continuación.

## Composición

### Música y estilo

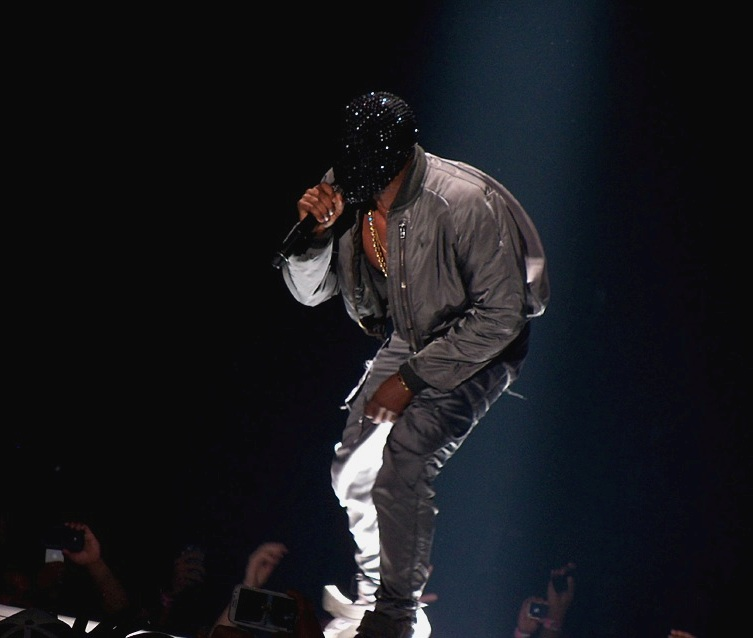
Kanye West durante uno de sus conciertos en los Staples Center en la gira de Yeezus.

Según Charles Aaron de Spin, Yeezus es "un álbum de hip hop, no es un álbum de rap", por la forma en que sus sonidos y temas se ensamblan entre sí, y aunque los oyentes pueden escuchar "punk" o "post-punk" o "industrial" en todas partes, "el hip-hop siempre se ha caracterizado por el ruido y la disonancia y la música de baile como agitación". Ted Scheinman de Slant Magazine escribió que, con el álbum, West reconcive la "idea de qué tipo de música (o ruido) puede sustentar hip-hop". Según el crítico musical Greg Kot, Yeezus es un álbum "hostil, abrasivo e intencionalmente desagradable" que combina "el mundo del Chicago acid-house de los 80 con Chicago Drill actual, música industrial de los 90 y el "avant-rap" de Saul Williams, Death Grips y Odd Future. Incorpora industrial, tramp, avant-garde, rock punk y new wave. El disco "más similar" al rock industrial de los 90, en la que el género tuvo un impacto significativo en la cultura pop, con artistas como Nine Inch Nails, The Minister y Marilyn Manson obtuvieron un gran éxito. La escena industrial creó una "vasta comunidad underground mundial", y Esquire señala que uno de sus epicentros fue en Chicago, donde se crio West. Evan Rytlewski de La A.V. Club caracteriza su serie inaugural de las canciones como el electro y el hip hop industrial.
Yeezus en principio fue concebido como naturalmente electrónico, con baterías electrónicas distorsionadas y "sintetizadores que sonaban como si no funcionasen bien, samplers de baja resolución que añadían un aura digital pixelada a los sonidos más analógicos". Al final, el álbum incorporaba fallos intencionales en el sonido que recordaban a los saltos de los CDs o los MP3s corrompidos, las voces son modificadas mediante auto-tune hasta un punto en el que son difíciles de descifrar. Esquire cita "On Sight" como un ejemplo temprano de la conexión del disco a la música electrónica, citando su "monótono tono de sintetizador", que es "modulada hasta que la señal comienza a lanzar fuera duramente picos agudos fuertes y comienza a cortar, como si se tratara de sobrecarga de un procesador de audio digital".
Yeezus continúa la práctica de West de muestras eclécticas: el rapero emplea una muestra Hindi oscura en "I Am a God", y una muestra del grupo húngaro de rock de los 70, Omega en "New Slaves". "On Sight" interpola una melodía de "Sermon (He'll Give Us What We Really Need)" por el Holy Name of Mary Choral Family, aunque la pista originalmente grabada era una pista de voz antigua de la grabación original. Hasta una semana antes del lanzamiento, los abogados se vieron obligados a buscar al director del coro y a los miembros del coro en el lado sur de Chicago con el fin de obtener la autorización para dicha muestra. Los ejecutivos de Def Jam estaban significativamente preocupados por si el acuerdo no estaría en vigor a tiempo para la fecha límite del registro, y los de que productores volvieran a grabar las voces con un nuevo coro ya que la muestra no podía ser limpiada en suficiente tiempo.

### Análisis de la canción
"I Am a God" fue inspirado por un "diss" de uno de los diseñadores de moda más importantes, que informó a West de su invitación a un desfile más esperados con la condición de que se comprometiese a no asistir a otros espectáculos. "I'm in It", comenzó con una muestra y melodía diferentes, pero West retiraría la muestra y Rubin editó la pista por debajo de un arreglo de seis minutos. "Blood on the Leaves", con muestras de Nina Simone de su versión de 1965 de "Strange Fruit", fue la primera pista de la primera encarnación de la lista de pistas, es un ejemplo de la firma dicotómica de West en la que se funde lo sagrado y lo profano.

## Formato
El CD físico de Yeezus fue lanzado en una Jewel Box sin trabajo artístico, reflejando el tono minimalista. El embalaje consiste en una tira roja sujetando un sencillo CD desnudo con una etiqueta pegada en el reverso con los créditos del álbum. En el frontal aparece una etiqueta de Parental Advisory. The Source apuntó la semejanza entre el CD de Yeezus y el de un sencillo de la banda inglesa New Order en 2001.

## Lanzamiento y promoción
El 1 de mayo de 2013 West usó la red social Twitter en la que colgó un tuit con el mensaje "dieciocho de junio", haciendo que varios medios de comunicación especularan sobre la fecha de lanzamiento del nuevo álbum. El 17 de mayo del mismo año reveló la nueva canción "New Slaves" a través de un vídeo que se emitió en 66 localizaciones. Al día siguiente West apareció en la versión americana de Saturday Night Live y tocó las canciones "New Slaves" y "Black Skinhead". Justo después reveló la portada del álbum y el título de este en su web oficial. iTunes hizo Yeezus disponible para reserva el 20 de mayo, pero la lista fue posteriormente eliminada por razones desconocidas. El 29 de mayo, el fundador de A.P.C., Jean Touitou, dio a conocer que Yeezus no estaría disponible para reservar. Hablando acerca de la promoción mínima del álbum, West dijo: "Con este álbum, no vamos a promocionarlo no solo a la radio, no tenemos ninguna campaña en la NBA, nada de esa mierda, ni siquiera tenemos ninguna portada. Nosotros acabábamos de hacer un poco de música real". La lista final de canciones de Yeezus fue confirmada por la rama francesa de Amazon el 12 de junio. Def Jam confirmó el 1 de julio que "Black Skinhead" será llevada a la radio como el primer sencillo del álbum y que se está produciendo un video musical de la canción el cual se dio a conocer el 23 de julio. En agosto de 2013, se reveló que "Bound 2" sería lanzado como el segundo sencillo de Yeezus.

## Reacción del público

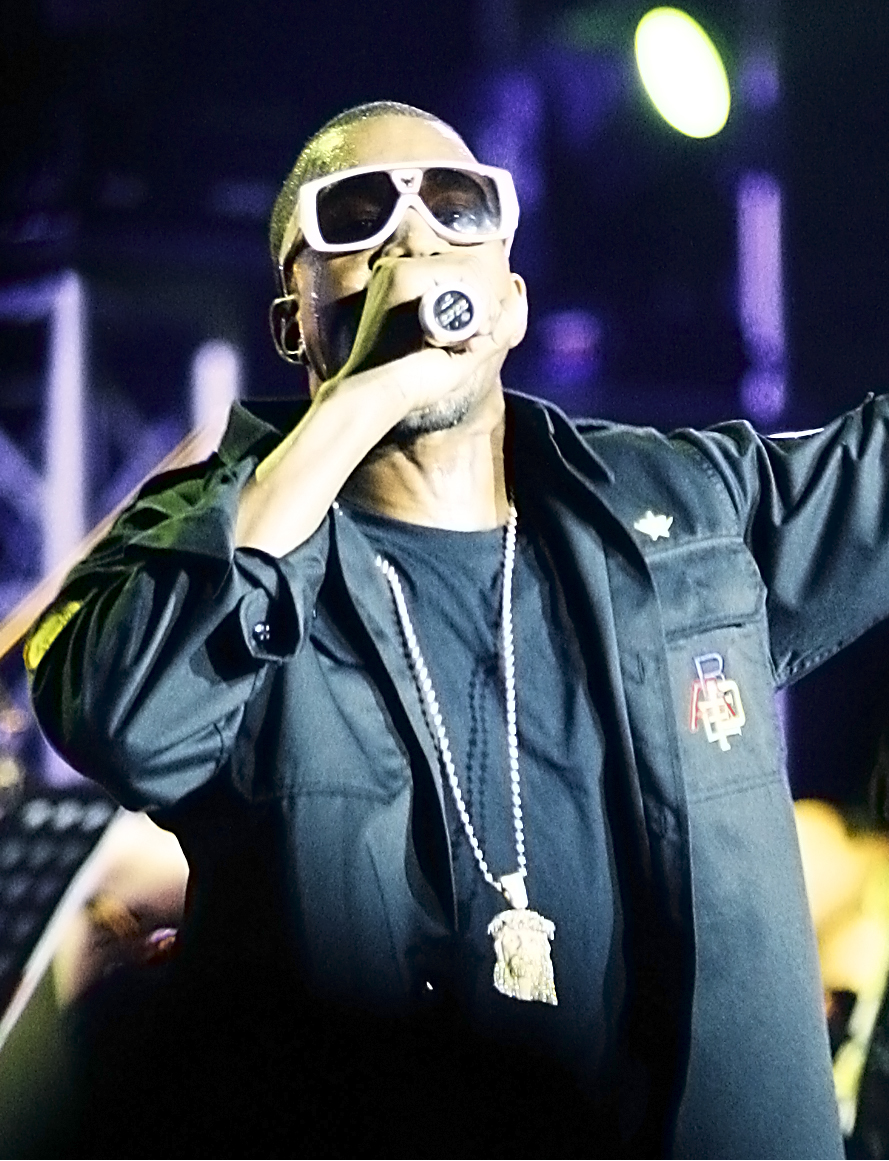
Kanye West durante una actuación en el invierno de 2007

La reacción del público a Yeezus, incluyendo su poco ortodoxo y deliberada falta de promoción, así como su sonido impetuoso y agresivo, fue variada. Yeezus se destacó como uno de los lanzamientos más esperados de 2013 por las principales publicaciones, pero la falta de un gran sencillo en la radio era considerado como un movimiento arriesgado. En cualquier caso, las estaciones de radio todavía han tenido pistas de Yeezus en el aire, a pesar de ser una extracción de las listas de reproducción que se encuentran en las estaciones de hip-hop. "Cuando escucho la radio, sé que no quiero estar más", dijo West cuando era cabeza de cartel del 9 de junio de 2013 en el Governor's Ball, donde dio a conocer varias pistas a partir del registro por primera vez. Rolling Stone resume la respuesta de la audiencia: "La mitad de la multitud aplaudió, la otra mitad lo oyó con los ojos".
En una entrevista el 11 de junio de 2013 con Jon Camarica de The New York Times, West tuvo una reacción variada con muchos puntos de burlones en las declaraciones aparentemente vanas del rapero. En el artículo, West se compara a sí mismo con el cofundador de Apple, Steve Jobs, y se refiere a sí mismo como "el núcleo de toda la sociedad".
Yeezus fue filtrado cuatro días antes de su fecha de lanzamiento oficial, a pesar de su gran nivel de seguridad. The New York Times escribió que la filtración "desató una locura en Twitter" y recibió una gran cobertura mediática. The Washington Post comentó sobre la importancia de la filtración: "El nuevo álbum de Kanye West no se filtró en línea, durante el fin de semana se desató emergentemente como un millón de barriles de crudo renegado - ominoso, fascinante y de gran importancia". Los críticos fueron muy amables con Yeezus, pero otros lo vieron como "un suicidio musical y comercial" y "los bloggers reflejaron su propio desconcierto en Twitter y Facebook". Sasha Frere-Jones de The New Yorker sugiere que Yeezus puede ser preferido sobre cualquiera de las obras anteriores de West en las próximas décadas por una nueva generación debido a la "vitalidad pobre" del álbum. "Uno de los aspectos más fascinantes de la llegada de Yeezus es la crisis discursiva causada, producida por un cultivo de rápido de la reacción del choque con una obra de arte para los factores de confusión", escribió el columnista de The Atlantic, Jack Hamilton.
West fue criticado por las asociaciones de lucha contra el párkinson por las letras tan controvertidas de "On Sight".

## Recepción crítica
| Fuente               | Calificación |
| -------------------- | ------------ |
| Metacritic           | 84/100       |
| Allmusic             | [ 32 ]       |
| Chicago Tribune      | [ 12 ]       |
| Entertainment Weekly | A-           |
| The Guardian         | [ 34 ]       |
| Los Angeles Times    | [ 35 ]       |
| New York Daily News  | [ 36 ]       |
| Pitchfork Media      | 9'5/10       |
| Rolling Stone        | [ 37 ]       |
| Spin                 | 8/10         |
| USA Today            | [ 38 ]       |

Tras su lanzamiento, Yeezus recibió críticas muy favorables. En Metacritic, que asigna una calificación normalizada sobre 100, el álbum recibió una puntuación media de 84, basado en 46 opiniones, lo que indica "la aclamación universal". Jim Farber del New York Daily News, en un examen preliminar de la edición filtrada de Yeezus, llamó el disco "en un clásico descaro", la elaboración de que "todo el disco replantea rock industrial de los años 90, tanto para una nueva era y el género". Steve Jones de los USA Today llamó el álbum "inmediatamente impresionante [...] crea una polarización, el cuerpo de varias capas de trabajo que probablemente será debatido durante todo el verano". Jon Dolan de Rolling Stone llamó a Yeezus una "brillante carrera obsesivo-compulsivo de auto-corrección", comparándolo con los abrasivos registros similares: "Cada genio loco tiene que hacer un disco como éste, al menos una vez en su carrera, lo hace Kid A o In Utero o Trans, todos parecen Bruno Mars". Elescritor Ryan Dombal de Pitchfork Media considera una "navaja de afeitar" el cuarto álbum de West, 808s & Heartbreak, concluyendo que "la cohesión y la intención son un bien escaso en Yeezus, quizás más que cualquier otro álbum de Kanye. Cada golpe fluorescente del ruido, flip tempo incongruente y vocal deformado se atornilla en su lugar correcto en un álbum rápido de 40 minutos".
Alexis Petridis, de The Guardian, fue positiva en su evaluación del expediente: "Ruidoso, con agarre, enloquecedor, potente [...] Yeezus es el sonido de un hombre que solo hace su trabajo correctamente". El escritor Greg Kot del Chicago Tribune escribió que "West suena más complicado que nunca, un artista dispuesto a tirarse de la cornisa no solo para obtener una reacción, si no para abrir una conversación sobre, bueno, casi todo lo que le importa". Randall Roberts, de Los Angeles Times, llamó a Yeezus "musicalmente más aventurero [...] Es también de más narcisista, desafiante, abrasivo e implacable". Jon Pareles de The New York Times comentó sobre la mezcla de géneros en el álbum: "implementación de cualquier cosa, desde una banda de rock progresivo de Hungría a la escofina del dancehall, el álbum es una eficiente saque de inventiva larga, en la cabeza". Ray Rahman de Entertainment Weekly consideró el registro una caída "directamente en las hendiduras más oscuras de su psiquis", elogiando el "sonido del aliento denso establece el tono para un álbum que llega mucho más allá de la tradicional, basada en muestras de hip-hop". Evan Rytlewski, escritor para el A.V. Club, escribió que "incluso para los estándares de un artista que se reinventa con cada nueva versión, que es un cambio drástico", llamándolo "el álbum más fuerte y el más impulsivo" de West.
David Jeffries de Allmusic llamó a Yeezus un "truco extravagante con el alto arte embalado en que ofrece un audaz y apasionante experiencia excéntrica, que es vital y verdaderamente diferente a todo lo demás". Dan Buyanovsky de XXL galardonó con el disco con una calificación de "XL", creyendo que el álbum contó con "una escritura más provocativa hasta la fecha, y se le ve perfeccionando su fórmula de la disección de la energía y de la alteridad, con una mezcla maestra de conocimiento, ingenio ignorante y una jodida confianza ". Hardeep Phull de The Independent sintió Yeezus menos grandiosa que los esfuerzos anteriores, la elaboración que "Kanye West ha rechazado categóricamente la idea de hacer otro disco de hip-hop slick precisamente porque es lo que se ha esperado de él. No es tan divino, pero Yeezus se siente como si hubiera sido creado por un poder superior". Ryan Reed de Paste llamó a Yeezus el "álbum menos simpático de Kanye ha hecho nunca", citando varias líneas en "Bound 2" como una "hermosa explosión de humanidad en un álbum, una sorprendente y fascinante, absorbiendo álbum, que a menudo se siente fuera de la comprensión humana normal". Chris Richards de Washington Post llama lírica de West en el álbum "refinada y probablemente la menos convincente. Pero no se siente perezoso siquiera borracho de amargura". En una revisión más mezclada, Ted Scheinman de Slant Magazine elogió la producción como "vertiginosos", pero criticó letras de West, al comentar que está "buscando el comentario social, credibilidad que no se ha ganado".

## Resultados comerciales

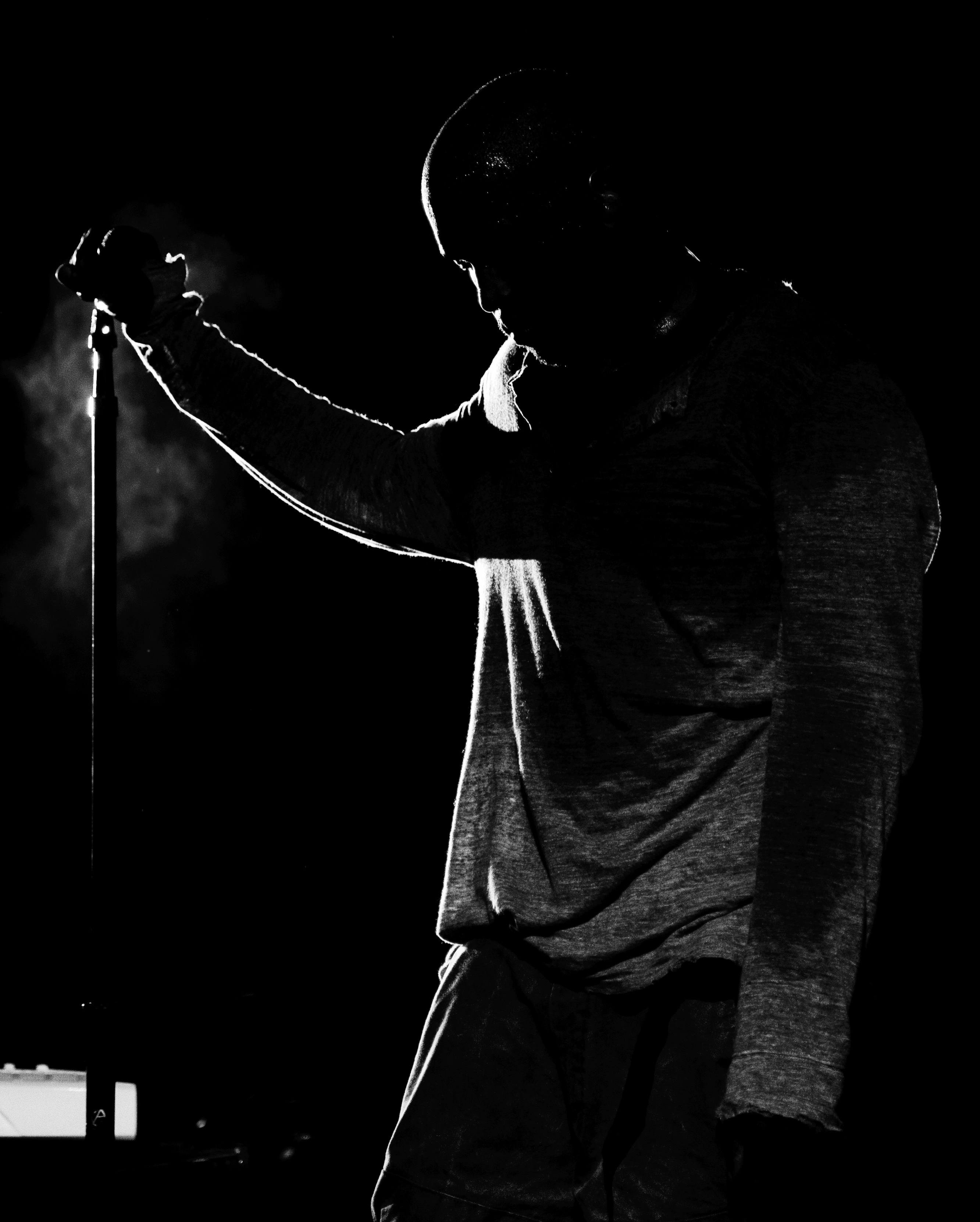
Presentación en New York

En el primer día de disponibilidad en iTunes, Yeezus superó las ventas en el Reino Unido, Canadá, Australia y Alemania, sin dejar de ser el número dos en los Estados Unidos, después de Born Sinner de J. Cole. Yeezus debutó en el número uno en 31 países, al tiempo que aterrizó en los cinco primeros lugares en 20 listas más.
Yeezus debutó en el número uno en la lista Billboard 200, vendiendo 327.000 copias en los Estados Unidos en su primera semana. Los números marcaron más ventas en la semana de apertura de West en los Estados Unidos. A pesar de inicialmente se proyectaron vender 500.000 copias en su primera semana, la filtración del álbum llevó a la disminución de ventas. Sin embargo, todavía tenía el tercer mejor puesto en primera semana de ventas de 2013 en el momento de su lanzamiento y la mejor primera semana de ventas de un álbum de hip hop desde Drake en 2011 con su álbum Take Care. Las ventas del álbum en su segunda semana puso el álbum en una caída dramática. Aunque todavía terminó en el tercer lugar en la lista, las ventas cayeron un 80% a 65.000 unidades, lo que hace Yeezus la mayor caída porcentual del número uno de su debut álbum en 2012-2013 en su segunda semana y el cuarto más grande de un número de un álbum en la era SoundScan. Keith Caulfield de Billboard atribuye la disminución de las cifras a la comercialización no tradicional, teniendo en cuenta la falta de apariciones individuales y públicas dirigió al álbum a encontrar "dificultad para mantener su impulso". El 25 de agosto de 2013, el álbum había vendido 517.000 copias en los Estados Unidos. Otras presentaciones incluyeron las listas de éxitos del Reino Unido, donde debutó Yeezus el número uno en los UK Albums, haciendo el álbum de West primer número uno en esa lista, y Australia, donde se convirtió en el primer álbum de West arriba en las listas ARIA. El 12 de agosto de 2013, el álbum fue certificado Oro por las ventas de más de 500.000 copias.

## Lista de canciones
| Yeezus |                                                    | |                                                                                            |          |  |
| N.º    | Título                                             | Escritor(es) | Productor(es)                                                                              | Duración |  |
| 1.     | «On Sight»                                         | Kanye West Daft Punk Malik Jones Che Smith Elon Rutberg Cydel Young Mikey Rodrigues Mike Dean                                                                         | West Daft Punk Dean Benji B                                                                | 2:36     |  |
| 2.     | «BLACK SKIN HEAD»                                  | West Daft Punk Jones Young Rutberg Wasalu Muhammad Jaco Sakiya Sandifer Dean Derrick Watkins                                                                          | West Daft Punk Gesaffelstein Brodinski Dean Lupe Fiasco No ID Jack Donoghue Noah Goldstein | 3:08     |  |
| 3.     | «I Am a God (ft. God) »                            | West,¡ Daft Punk Ross Birchard Justin Vernon Jones Che Smith Rutberg Young Dean Derrick Watkins Clifton Bailey Harvel Hart Anand Bakshi Rahul Burman                  | West Dean Daft Punk Hudson Mohawke                                                         | 3:51     |  |
| 4.     | «New Slaves»                                       | West Christopher Breaux Young Ben Brofman Che Smith Jones Rutberg Sandifer Louis Johnson Dean Gabor Presser Anna Adamis                                               | West Brofman Dean Travis Scott Goldstein Sham Joseph Che Pope                              | 4:16     |  |
| 5.     | «Hold My Liquor (ft. Chief Keef & Justin Vernon) » | West Vernon Dean Keith Cozart Rutberg Che Smith Jones Arca Young Derrick Watkins                                                                                      | West Dean Arca Goldstein                                                                   | 5:26     |  |
| 6.     | «I'm in It»                                        | West Vernon Jeffrey Ethan Campbell Josh Leary Young, Jones Sandinfer Rutberg Dean Andre Harris Jill Scott Vidal Davis Carvin Haggins Kenny Lattimore                  | West Evian Christ Dom Solo Goldstein Arca Dean                                             | 3:54     |  |
| 7.     | «Blood on the Leaves»                              | - Lewis Allen | West Hudson Mohawke Lunice Carlos Broady 88-Keys Arca Dean                                 | 6:00     |  |
| 8.     | «Guilt Trip»                                       | West Scott Mescudi Young Dean Larry Griffin, Jr. Keith Elam Kevin Hansford Dupre Kelly Chris Martin Al-Terik Wardrick Marlon Williams Terrence Thornton Tyree Pittman | West Dean S1 Travis Scott Ackeejuice Rockers                                               | 4:03     |  |
| 9.     | «Send It Up (ft. King L) »                         | West Johnson Daft Punk Ghersi Gesaffelstein Sandifer Ab Liva Rutberg Dean Moses Davis Colin York Lowell Dunbar                                                        | West Daft Punk Gesaffelstein Brodinski Arca Dean                                           | 2:58     |  |
| 10.    | «Bound 2»                                          | West John Stephens Charlie Wilson Che Pope Rutberg Young Jones Sandifer Dean Norman Whiteside Bob Massey Robert Dukes Ronnie Self                                     | West Che Pope Eric Danchick Goldstein No ID Dean                                           | 3:49     |  |
| 40:01  |                                                    | |                                                                                            |          |  |

## Posicionamiento en listas
| País               | Lista                     | Posición inicial |
| ------------------ | ------------------------- | ---------------- |
| Alemania           | MegaCharts                | 16               |
| Alemania           | Media Control             | 15               |
| Australia          | ARIA                      | 1                |
| Austria            | Ö3 Austria                | 22               |
| Bélgica            | Ultratop Flanders         | 4                |
| Bélgica            | Ultratop Wallonia         | 22               |
| Canadá             | Billboard                 | 1                |
| Dinamarca          | Danish Albums (Hitlisten) | 1                |
| Escocia            | OCC                       | 4                |
| España             | PROMUSICAE                | 94               |
| Estados Unidos     | Billboard 200             | 1                |
| Estados Unidos     | Top R&B/Hip-Hop Albums    | 1                |
| Estados Unidos     | Top Rap Albums            | 1                |
| Finlandia          | Suomen virallinen lista   | 13               |
| Francia            | SNEP                      | 12               |
| Irlanda            | IRMA                      | 4                |
| Italia             | FIMI                      | 40               |
| Noruega            | VG-lista                  | 2                |
| Nueva Zelanda      | Recorded Music NZ         | 1                |
| Reino Unido        | OCC                       | 1                |
| Reino Unido        | OCC (R&B)                 | 1                |
| República de China | RIT                       | 1                |
| República Checa    | ČNS IFPI                  | 33               |
| Rusia              | NFPS                      | 1                |
| Suecia             | Sverigetopplistan         | 6                |
| Suiza              | Schweizer Hitparade       | 16               |

## Certificados
| País           | Entidad | Certificado  | Ventas  |
| -------------- | ------- | ------------ | ------- |
| Estados Unidos | RIAA    | Disco de Oro | 500.000 |

## Lanzamiento
| País           | Fecha               | Formato              | Discográfica   |
| -------------- | ------------------- | -------------------- | -------------- |
| Alemania       | 18 de junio de 2013 | CD, descarga digital | Universal      |
| Australia      | 18 de junio de 2013 | CD, descarga digital | Universal      |
| Estados Unidos | 18 de junio de 2013 | CD, descarga digital | Def Jam        |
| Nueva Zelanda  | 18 de junio de 2013 | CD, descarga digital | Def Jam        |
| Francia        | 21 de junio de 2013 | CD, descarga digital | Universal      |
| Reino Unido    | 22 de junio de 2013 | CD, descarga digital | Virgin Records |